# Алина Плугару
Алина Плугару (рум. Alina Plugaru; рођена 18. децембар 1987) је бивша румунска порно глумица.

## Биографија
Алина Плугару је рођена 18. децембра 1987. у граду Васлуј, Румунија. Кад је имала 15 година преселила се у Букурешт, где је у почетку радила као плесачица и модел.
Каријеру у порно индустрији је започела 2006, одмах након што је напунила 18 година. Године 2007, глумила је у филмовима The Best Of Hardcore Fucking 4 и Girls Handling Cocks. Од тада, појавила се у преко 20 порно филмова. Врло брзо је скренула пажњу и постала позната у својој земљи. Алина у Румунији има статус порно звезде, многи је сматрају најпопуларнијом порно глумицом, а у медијима је прозвана „Краљица порнића“ (рум. Regina Porno).
Последњих неколико година је била стални гост на најважнијим европским сајмовима еротике, попут Eros Show București, Festivalul Internațional al Filmului Erotic de la Barcelona у Барселони, Festivalul Erotic Internațional de la Lisabona (SIEL) у Лисабону, Eros Porto, Eros & Amore Viena и Eros Show Sofia. Проглашена је два пута за најбољу румунску порно глумицу 2008 и 2009. Такође, добија награду за свој допринос у развоју еротске индустрије у Румунији. Током 2007, било је информација о њеном учешћу на изборима за Европски парламент, што је изазвало жестоку дебату у румунском друштву.. У марту 2009. године, изабрана је за „идеалну жену Румуније“ (рум. Femeia Ideală) у онлајн анкети и добила је скоро четвртину гласова посетилаца (24.69).
Дана 24. септембра 2009. године, Алина је објавила да се повлачи из индустрије за одрасле.

## Награде
- 2008 Најбоља румунска порно глумица - The Romanian Erotic Industry Awards (PIER 2008)
- 2009 Најбоља румунска порно глумица - The Romanian Erotic Industry Awards (PIER 2009)
- 2011 Best Show for the Erotic Dreams Show by Alina Plugaru - The Romanian Erotic Industry Awards (PIER 2011)

## Порно филмови
- All Young & Up The Bum (2011) Studio: Teen Fantasies
- Lesbian Lovers No. 40 (2010) Studio: New Climax / Pleasure Entertainment
- Memorable Moments - Lezzin' Out 4 (2010) Studio: Legal Pink
- Mad Sex Party: Sex On Trial (2009) Studio: Eromaxx
- Memorable Moments: Tasty Twats 2 (2008) Studio: Legal Pink
- Young & Tasty 3 PACK (2008) Studio: Legal Pink
- It`s A Young Girls Thing 3 PACK (2008) Studio: Legal Pink
- Playhouse The Files No. 2 (2008) Studio: Legal Pink
- Thassit! 6 (2008) Studio: 21Sextury
- Seed Demons (2008) Studio: Diabolic Video
- Pornostamps 2 (2008) Studio: Pink'O
- Pornostamps 1 (2007) Studio: Pink'O
- The Harder They Cum # 6 (2007) Studio: Hustler Video
- Girls Handling Cocks (2007) Studio: Nexxxt Generation
- The Best Of Hardcore Fucking 4 (2007) Studio: Collateral Damage
- Best By Private # 73: Fucking Your Ass Is The Best Sport (2007) Studio: Private
- Private Sports 12: SOS - Sex On Snow (2007) Studio: Private
- Tamed Teens (2007) Studio: Evil Angel
- Anal Teen Tryouts # 14 (2007) Studio: Devil's Film
- Sex În Otopeni (2006) Studio: Fox Trading
- Vacanță Toridă (2006) Studio: Fox Trading
- Studenta De La Drept (2006) Studio: Fox Trading
- Ass Wide Open # 9 (2006) Studio: Digital Sin & New Sensations
- Filled To The Rim # 3 (2006) Studio: Diabolic Video
- It`s A Young Girls Thing 3 (2006) Studio: Legal Pink
- Blistering Blowjobs 5 (2006) Studio: Collateral Damage
- Taste My Sugar Cane (2006) Studio: Legal Pink
- Young & Tasty (2006) Studio: Legal Pink